# Ministero dei trasporti e della sicurezza stradale
Il Ministero dei trasporti e della sicurezza stradale (in ebraico משרד התחבורה והבטיחות בדרכים‎?) è un dicastero del governo israeliano responsabile per le politiche in materia di trasporti in Israele.

## Struttura
Fanno parte del ministero:
- Autorità aeroportuale
- Autorità per l'aviazione civile
- Autorità nazionale per la sicurezza stradale
- Autorità nazionale per i trasporti pubblici
- Autorità per l'istruzione e la formazione marittima
- Israel Ports Company
- Israel Railways
- Netivei Israel
- Netibi Ayalon Company
- Moriah
- NTA

## Elenco dei ministri
| Ministro      | Ministro                        | Partito                                  | Governo                                                              | Mandato           | Mandato           |
| Ministro      | Ministro                        | Partito                                  | Governo                                                              | Inizio            | Fine              |
| ------------- | ------------------------------- | ---------------------------------------- | -------------------------------------------------------------------- | ----------------- | ----------------- |
|               | David Remez (1886-1951)         | Mapai                                    | Provvisorio                                                          | 14 maggio 1948    | 10 marzo 1949     |
| Gurion I      | David Remez (1886-1951)         | Mapai                                    | 10 marzo 1949                                                        | 30 ottobre 1950   |                   |
|               | Dov Yosef (1899-1980)           | Mapai                                    | Gurion II                                                            | 1º novembre 1950  | 8 ottobre 1951    |
|               | David-Zvi Pinkas (1895-1952)    | Mizrahì                                  | Gurion III                                                           | 8 ottobre 1951    | 14 agosto 1952    |
|               | David Ben Gurion (1886-1973)    | Mapai                                    | Gurion III                                                           | 14 agosto 1952    | 24 dicembre 1952  |
|               | Yosef Serlin (1906-1974)        | Sionisti Generali                        | Gurion IV                                                            | 24 dicembre 1952  | 29 dicembre 1952  |
|               | Yosef Sapir (1902-1972)         | Sionisti Generali                        | Gurion IV                                                            | 29 dicembre 1952  | 26 gennaio 1954   |
| Sharett I     | Yosef Sapir (1902-1972)         | Sionisti Generali                        | 26 gennaio 1954                                                      | 29 giugno 1955    |                   |
|               | Zalman Aran (1899-1970)         | Mapai                                    | Sharett II                                                           | 29 giugno 1955    | 3 novembre 1955   |
|               | Moshe Carmel (1911-2003)        | Ahdut HaAvoda                            | Gurion V                                                             | 3 novembre 1955   | 7 gennaio 1958    |
| Gurion VI     | Moshe Carmel (1911-2003)        | Ahdut HaAvoda                            | 7 gennaio 1958                                                       | 17 dicembre 1959  |                   |
|               | Yitzhak Ben-Aharon (1906-2006)  | Ahdut HaAvoda                            | Gurion VII                                                           | 17 dicembre 1959  | 2 novembre 1961   |
| Gurion VIII   | Yitzhak Ben-Aharon (1906-2006)  | Ahdut HaAvoda                            | 2 novembre 1961                                                      | 28 maggio 1962    |                   |
| Gurion VIII   |                                 | Yisrael Bar-Yehuda (1895-1965)           | Ahdut HaAvoda                                                        | 28 maggio 1962    | 26 giugno 1963    |
| Eshkol I      | 26 giugno 1963                  | Yisrael Bar-Yehuda (1895-1965)           | Ahdut HaAvoda                                                        | 22 dicembre 1964  |                   |
| Eshkol II     | 22 dicembre 1964                | Yisrael Bar-Yehuda (1895-1965)           | Ahdut HaAvoda                                                        | 4 maggio 1965     |                   |
| Eshkol II     |                                 | Moshe Carmel (1911-2003)                 | Ahdut HaAvoda poi Partito Laburista Israeliano (dal 23 gennaio 1968) | 4 maggio 1965     | 12 gennaio 1966   |
| Eshkol III    | 12 gennaio 1966                 | Moshe Carmel (1911-2003)                 | Ahdut HaAvoda poi Partito Laburista Israeliano (dal 23 gennaio 1968) | 17 marzo 1969     |                   |
| Meir I        | 17 marzo 1969                   | Moshe Carmel (1911-2003)                 | Ahdut HaAvoda poi Partito Laburista Israeliano (dal 23 gennaio 1968) | 15 dicembre 1969  |                   |
|               | Ezer Weizman (1924-2005)        | Indipendente                             | Meir II                                                              | 15 dicembre 1969  | 6 agosto 1970     |
|               | Shimon Peres (1923-2016)        | Partito Laburista Israeliano             | Meir II                                                              | 1º settembre 1970 | 10 marzo 1974     |
|               | Aharon Yariv (1920-1994)        | Allineamento                             | Meir III                                                             | 10 marzo 1974     | 3 giugno 1974     |
|               | Gad Yaacobi (1935-2007)         | Allineamento                             | Rabin I                                                              | 3 giugno 1974     | 20 giugno 1977    |
|               | Menachem Begin (1913-1992)      | Likud                                    | Begin I                                                              | 20 giugno 1977    | 24 ottobre 1977   |
|               | Meir Amit (1921-2009)           | Movimento Democratico per il Cambiamento | Begin I                                                              | 24 ottobre 1977   | 15 settembre 1978 |
|               | Haim Landau (1916-1981)         | Indipendente                             | Begin I                                                              | 15 gennaio 1979   | 5 agosto 1981     |
|               | Haim Corfu (1921-2015)          | Likud                                    | Begin II                                                             | 5 agosto 1981     | 28 agosto 1983    |
| Shamir I      | Haim Corfu (1921-2015)          | Likud                                    | 10 ottobre 1983                                                      | 13 settembre 1984 |                   |
| Peres I       | Haim Corfu (1921-2015)          | Likud                                    | 13 settembre 1984                                                    | 20 ottobre 1986   |                   |
| Shamir II     | Haim Corfu (1921-2015)          | Likud                                    | 20 ottobre 1986                                                      | 22 dicembre 1988  |                   |
|               | Moshe Katsav (1945)             | Likud                                    | Shamir III                                                           | 22 dicembre 1988  | 11 giugno 1990    |
| Shamir IV     | Moshe Katsav (1945)             | Likud                                    | 11 giugno 1990                                                       | 13 luglio 1992    |                   |
|               | Yisrael Kessar (1931-2019)      | Partito Laburista Israeliano             | Rabin II                                                             | 13 luglio 1992    | 22 novembre 1995  |
| Peres II      | Yisrael Kessar (1931-2019)      | Partito Laburista Israeliano             | 22 novembre 1995                                                     | 18 giugno 1996    |                   |
|               | Yitzhak Levy (1947)             | Partito Nazionale Religioso              | Netanyahu I                                                          | 18 giugno 1996    | 25 febbraio 1998  |
|               | Shaul Yahalom (1947)            | Partito Nazionale Religioso              | Netanyahu I                                                          | 25 febbraio 1998  | 6 luglio 1999     |
|               | Yitzhak Mordechai (1944)        | Partito di Centro                        | Barak                                                                | 6 luglio 1999     | 30 maggio 2000    |
|               | Amnon Lipkin-Shahak (1944-2012) | Partito di Centro                        | Barak                                                                | 11 ottobre 2000   | 7 marzo 2001      |
|               | Efraim Sneh (1944)              | Partito Laburista Israeliano             | Sharon I                                                             | 7 marzo 2001      | 2 novembre 2002   |
|               | Ariel Sharon (1928-2014)        | Likud                                    | Sharon I                                                             | 2 novembre 2002   | 15 dicembre 2002  |
|               | Tzachi Hanegbi (1957)           | Likud                                    | Sharon I                                                             | 15 dicembre 2002  | 28 febbraio 2003  |
|               | Avigdor Lieberman (1958)        | Unione Nazionale                         | Sharon II                                                            | 28 febbraio 2003  | 6 giugno 2004     |
|               | Meir Sheetrit (1948)            | Likud                                    | Sharon II                                                            | 31 agosto 2004    | 4 maggio 2006     |
|               | Shaul Mofaz (1948)              | Kadima                                   | Olmert                                                               | 4 maggio 2006     | 31 marzo 2009     |
|               | Yisrael Katz (1955)             | Likud                                    | Netanyahu II                                                         | 31 marzo 2009     | 18 marzo 2013     |
| Netanyahu III | Yisrael Katz (1955)             | Likud                                    | 18 marzo 2013                                                        | 5 novembre 2014   |                   |
| Netanyahu III | Yisrael Katz (1955)             | Likud                                    | 5 novembre 2014                                                      | 14 maggio 2015    |                   |
| Netanyahu IV  | Yisrael Katz (1955)             | Likud                                    | 14 maggio 2015                                                       | 17 giugno 2019    |                   |
| Netanyahu IV  |                                 | Bezalel Smotrich (1980)                  | La Casa Ebraica                                                      | 17 giugno 2019    | 17 maggio 2020    |
|               | Miri Regev (1965)               | Likud                                    | Netanyahu V                                                          | 17 maggio 2020    | 13 giugno 2021    |
|               | Merav Michaeli (1966)           | Partito Laburista Israeliano             | Bennett-Lapid                                                        | 13 giugno 2021    | 29 dicembre 2022  |
|               | Miri Regev (1965)               | Likud                                    | Netanyahu VI                                                         | 29 dicembre 2022  | in carica         |